# Muriel Spark
Dame Muriel Spark (1 de fevereiro de 1918 em Edimburgo, 13 de abril de 2006 em Florença) foi uma romancista escocesa premiada. Em 2008, o jornal The Times inclui-a na lista dos 50 maiores escritores britânicos desde 1945.

## Biografia
Muriel Sarah Camberg, filha de pai judeu e mãe anglicana -  viveu com a família em Bruntsfield, área de Edimburgo, até 1937 -,  educou-se pela James Gillespie's High School, escola só para mulheres, e ensinou Inglês por um breve tempo para, a seguir, trabalhar como secretária em uma loja de departamento.
Em 3 de setembro de 1937, casou-se com Sidney Oswald Spark, mudando-se para a Rodésia (atual Zimbábue), onde nasceu seu filho Robin, em julho de 1938.
Em 1940, Muriel separou-se de Sidney -  por este ser maníaco depressivo e propenso a explosões violentas - abandonando Robin, que acabou criado por seus avós maternos, na Escócia. Contudo, manteve financeiramente o filho ao longo dos anos, mesmo já estando ele adulto.
Em 1944, vivendo no Reino Unido, trabalhou para os serviços secretos britânicos durante a Segunda Guerra Mundial. Após a guerra, Spark tornou-se escritora profissional e assinava, tanto os poemas, como as críticas literárias, com o nome de casada.
Em 1947, trabalhou como editora da Review Poesy.
Em 1954, converteu-se do judaísmo ao catolicismo, religião que considerou crucial para seu desenvolvimento como romancista. Em seu primeiro romance, The Comforters, publicado em 1957, já apareciam referências ao catolicismo e a sua própria conversão.
De suas obras, Primavera de Miss Jean Brodie (1961) foi a mais bem sucedida. Neste romance, Spark exibiu originalidade tanto no tema como na narrativa, utilizando-se de um narrador onisciente. Para essa obra -  adaptada para o teatro e para o cinema, onde foi exibida com os títulos Primavera de uma Solteirona, no Brasil e Quando a Primavera Acaba, em Portugal -, a autora inspirou-se em sua adolescência e em quando estudou no James Gillespie High School, utilizado como modelo para descrever a Escola Marcia Blaine.
Depois de viver em Nova York por alguns anos - onde surgiram rumores frequentes de relacionamentos lésbicos, constantemente negados por Spark e seus amigos - mudou-se para Roma em 1968, quando conheceu o artista e escultor Penelope Jardine, com quem conviveu maritalmente na vila de Civitella della Chiana, região de Toscana.
Em vida, Spark recusou-se a concordar com a publicação de uma biografia escrita por Martin Stannard. Em julho de 2009, porém, com a aprovação de Penelope Jardine, ela foi publicada.
Ao morrer, em 2006, por meio de medidas legais, deixou toda sua herança material e literária para Jardine, assegurando que o filho Robin - com quem teve uma relação bastante tensa - nada herdasse.
Entre seus prêmios destacamos: o James Tait Black Memorial Prize, em 1965, pelo romance The Mandelbaum Gate, e o David Cohen Prize, em 1997.  Spark recebeu, também, o título de Dame da Ordem do Império Britânico em 1993, em reconhecimento aos seus serviços à literatura e, em duas oportunidades, foi finalista do Booker Prize (1969 e 1981).

## Principais obras traduzidas
- Memento Mori - Companhia das Letras - Brasil
- Uma Escola Para A Vida – Ediouro - Brasil
- O Banquete – Ed. Rocco- Brasil
- Realidade e Sonhos – Ed. Rocco- Brasil
- Razão de Deus – Círculo do Livro - Brasil
- Um Eco Muito Distante – Ed. Rocco - Brasil
- A Primavera da Srta. Jean Brodie – Ed. Rocco - Brasil
- O Apogeu de Miss Jean Brodie - Ed. Ahab - Portugal

### Outros Trabalhos
- Tribute to Wordsworth (edited with Derek Stanford) (1950)
- Child of Light (a study of Mary Shelley) (1951)
- The Fanfarlo and Other Verse (1952)
- Selected Poems of Emily Brontë (1952)
- John Masefield (biography) (1953)
- Emily Brontë: Her Life and Work (with Derek Stanford) (1953)
- My Best Mary (a selection of letters of Mary Shelley, edited with Derek Stanford) (1953)
- The Brontë letters (1954)
- Letters of John Henry Newman (edited with Derek Stanford) (1957)
- The Go-away Bird (short stories) (1958)
- Voices at Play (short stories and plays) (1961)
- Doctors of Philosophy (play) (1963)
- Collected Poems I (1967)
- Collected Stories I (1967)
- The Very Fine Clock (children's book, illustrations by Edward Gorey)(1968)
- Bang-bang You're Dead (short stories) (1982)
- Mary Shelley (complete revision of Child of Light) (1987)
- Going Up to Sotheby's and Other Poems (1982)
- Curriculum Vitae (autobiography) (1992)
- Complete Short Stories (2001)
- All the Poems (2004)